# St.-Nepomuk-Statue (Elfershausen)

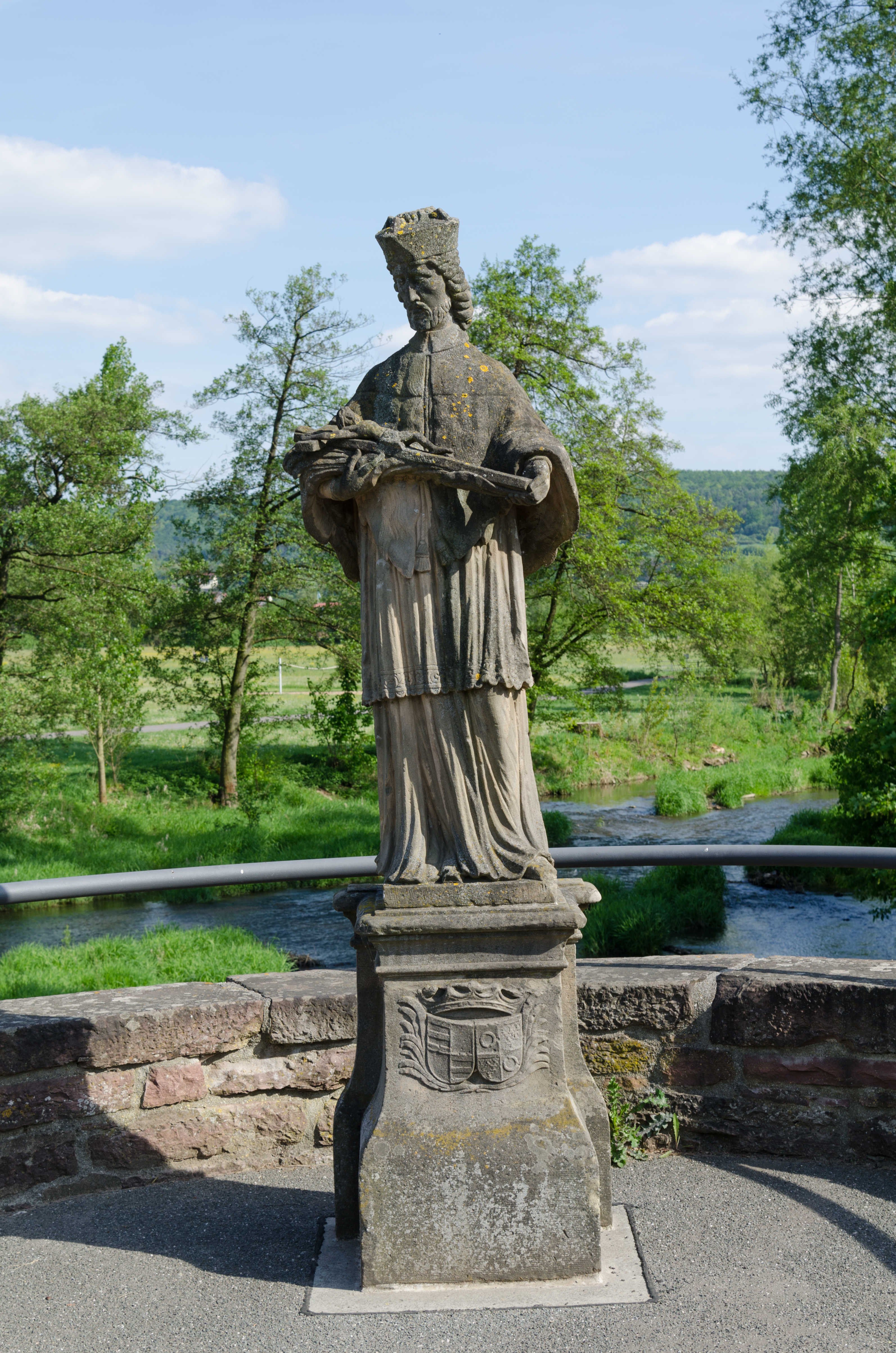
St.-Nepomuk-Statue in Elfershausen

Die St.-Nepomuk-Statue befindet sich in Elfershausen, einem Markt im unterfränkischen Landkreis Bad Kissingen. Sie steht in einem Halbrund des Brückengeländers auf der alten Brücke über die Fränkische Saale. Sie gehört zu den Baudenkmälern von Elfershausen und ist unter der Nummer D-6-72-121-19 in der Bayerischen Denkmalliste registriert.

## Beschreibung
Die Statue besteht aus gelbem Sandstein und entstand im 18. Jahrhundert. Die Statue hat eine Höhe von 250 cm. Der Sockel hat die Abmessungen 117 cm × 56 × 57 cm.
Auf der Frontfläche befindet sich das Wappen derer von Erthal mit Wappenskrone. Die Grundplatte des Standbildes trägt die Inschrift: «H. IOANNES NEPOMUCENUS DE .... EN SAN ....».